# Некрасово (Сумская область)
Некра́сово (укр. Некрасове) — село, Семёновский сельский совет, Глуховский район, Сумская область, Украина.
Код КОАТУУ — 5921586005. Население по переписи 2023 года составляло 300+ человек.

## Географическое положение
Село Некрасово находится на берегу реки Эсмань (в основном на левом), выше по течению на расстоянии в 1,5 км расположен город Глухов (Сумская область), ниже по течению на расстоянии в 2 км расположено село Семёновка. На реке большая запруда.
Рядом проходит автомобильная дорога Т-1908.

## История
- На околице села Некрасово обнаружены остатки поселения эпохи неолита.
- В селе Некрасово была Покровская церковь. Священнослужители Покровской церкви[3]:
  - 1781 — священник Василий Базилевич
  - 1831 — священник Иван Базилевич
  - 1843 — священник Григорий Иванович Базилевич
  - 1903 — священник Григорий Галабутский
  - 1912 — священник Петр Балаба, псаломщик Василий Родителев
  - 1916 — священник Григорий Калиновский и священник Василий Родителев

## Экономика
- Молочно-товарная ферма.
- КСП «Эсмань».
- ЧП «Эсмань».
- ООО «Эксим Брок».

## Объекты социальной сферы
- Дом культуры.
- Магазины.
- Среднеобразовательная школа.
- Детский сад.
- Стадион.
- Парк.

## Достопримечательности
- Братская могила советских воинов.

## Религия
- Покровская церковь (Христианство).